# Jules-Étienne Gazaniol
Jules-Étienne Gazaniol (* 28. Februar 1845 in Toulouse, Département Haute-Garonne; † 18. Mai 1917) war ein französischer Geistlicher und römisch-katholischer Bischof von Constantine.

## Leben
Jules-Étienne Gazaniol empfing am 20. Oktober 1867 das Sakrament der Priesterweihe.
Am 21. Dezember 1891 wurde er zum Weihbischof in Karthago ernannt. Die Bestätigung der Ernennung erfolgte am 26. Februar des darauffolgenden Jahres. Die Bischofsweihe mit dem Titularbistum Thuburbo Minus spendete ihm sowie Jean-Joseph Tournier und Spiridion Poloméni am 5. Juni 1892 in Karthago der Weihbischof in Algier, Salvator-Alexandre-Félix-Carmel Brincat; Mitkonsekratoren waren der ehemalige Apostolische Vikar von Victoria-Nyanza, Léon Livinhac MAfr, und der Apostolische Administrator des Apostolischen Vikariats Sahara und Sudan, Anatole-Joseph Toulotte MAfr.
Am 13. Oktober 1896 wurde Jules-Étienne Gazaniol zum Bischof von Constantine ernannt. Er bekleidete das Amt von der Bestätigung der Ernennung am 3. Dezember 1896 bis zu seiner Emeritierung am 22. Mai 1913. Als emeritierter Bischof war Jules-Étienne Gazaniol Titularbischof von Modra.